# Rampant (architecture)
Un rampant est en architecture un élément qui est incliné et disposé de manière à offrir une pente : par exemple les rampants d’un fronton, d’un pignon, d’un gable ou d’une toiture à deux rampants (versants ou pans), un arc rampant, un limon rampant, etc..
On dit d'un pignon qu'il est à rampants égaux quand il forme un triangle isocèle, et d'un toit qu'il a deux rampants, quand il compte deux versants distincts. 

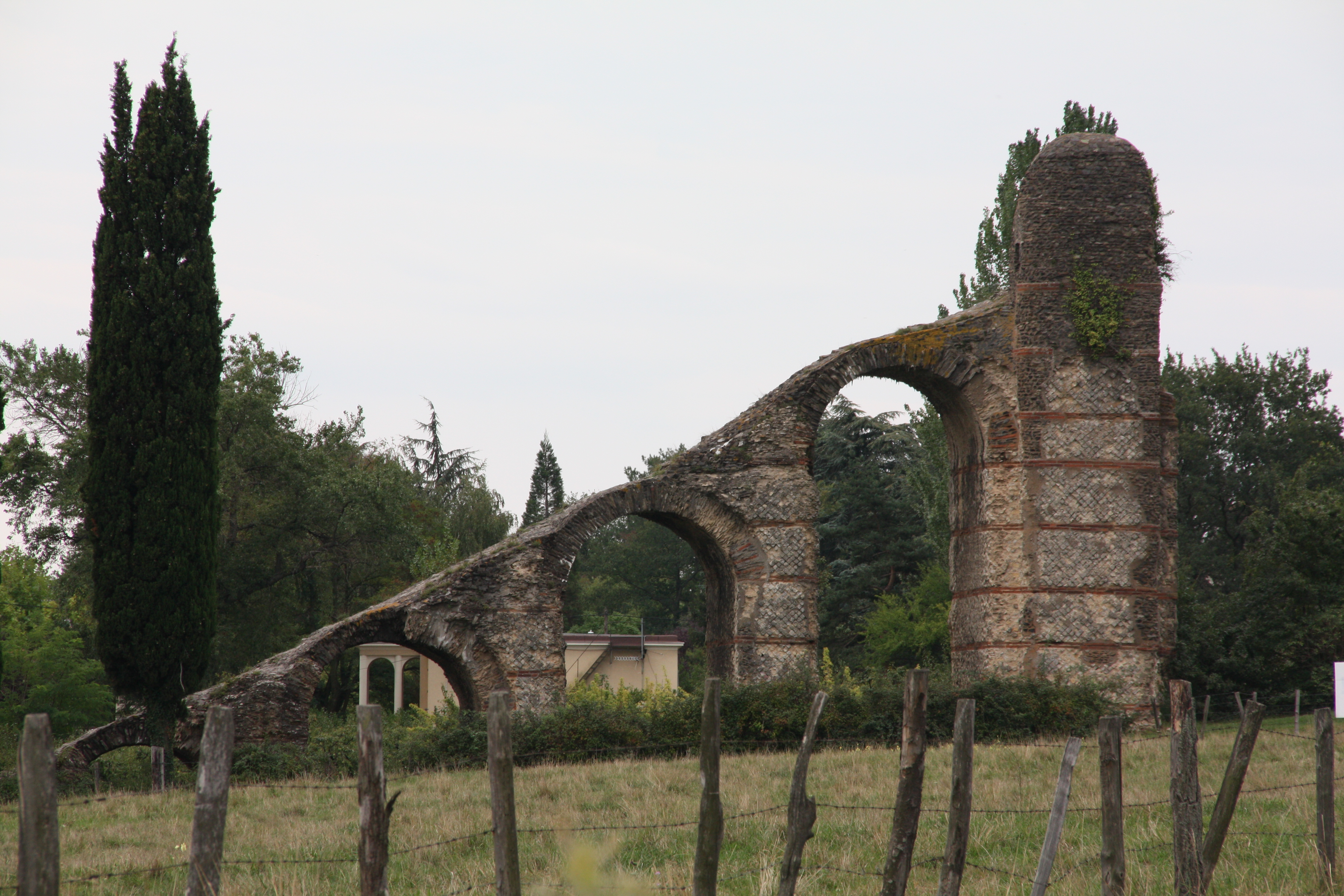
Réservoir de chasse et rampant de l'Yzeron (Aqueduc romain du Gier à Chaponost).
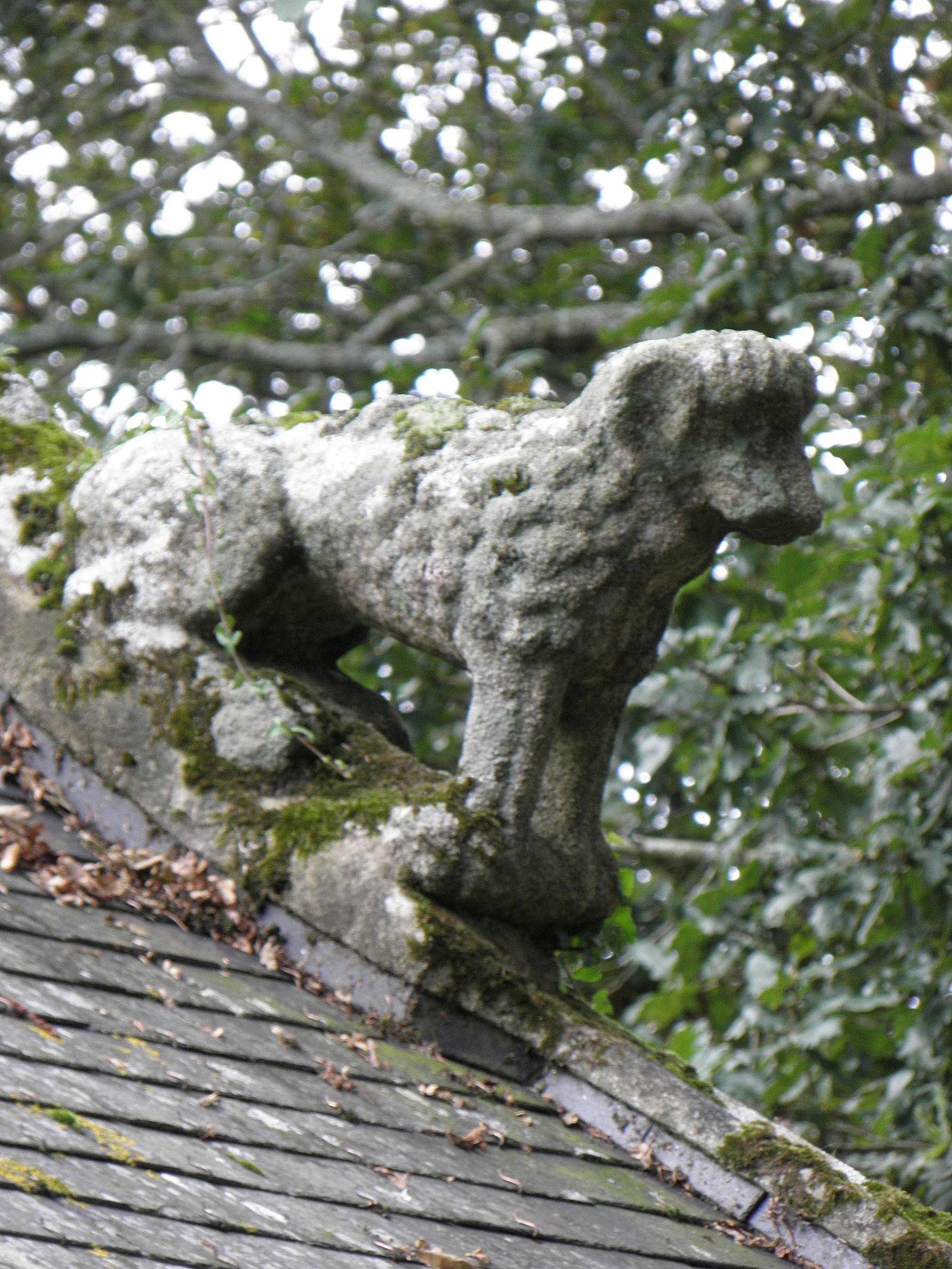
Edern, chapelle Saint-Jean-Botlan : animal fantastique sur le rampant du pignon ouest.